# 陳睦衡
陳 睦衡（チェン・ムーヘン、ウェード式：Chen Mu-heng、2006年3月23日 - ）は、台湾出身のプロ野球選手（投手・育成選手）。右投左打。オリックス・バファローズ所属。

## 経歴
2024年の第13回 BFA U-18アジア選手権大会に台湾代表で出場。2試合で9回2/3を無失点に抑える活躍で、MLBの複数球団から注目を集めた。
10月22日、オリックス・バファローズと育成契約を結んだことが発表された。背番号は017。

## 詳細情報

### 背番号
- 017（2025年 - ）

### 代表歴
- 2024年 第13回 BFA U-18アジア選手権大会 台湾代表